# 宁令哥
宁令哥（1032年—1048年），西夏皇子，夏景宗李元昊的儿子。野利皇后所生。“宁令”（龔煌城擬音：njij ljịj）为其西夏官职，意为“大王”；“哥”为其名。
他因为面貌像父亲而被李元昊喜爱，1042年宁明死后，在母亲野利皇后的请求下，被立为太子。
天授礼法延祚十一年正月初二（1048年1月19日），元昊夺占太子妃没𠼪氏，宁令哥趁元昊酒醉时，割其鼻子，元昊最后因失血过多而死。宁令哥之后藏在没藏讹庞家中，被抓获处死。